# Chorizagrotis
Chorizagrotis är ett släkte av fjärilar. Chorizagrotis ingår i familjen nattflyn.

## Dottertaxa tillChorizagrotis, i alfabetisk ordning[1]
- Chorizagrotis adumbrata Synonym till Euoxa adumbrata
- Chorizagrotis agrestis
- Chorizagrotis agroica
- Chorizagrotis arenacea
- Chorizagrotis auxiliaris
- Chorizagrotis boretha
- Chorizagrotis differens
- Chorizagrotis dreuseni
- Chorizagrotis expugnata
- Chorizagrotis flavogrisea
- Chorizagrotis flexilis
- Chorizagrotis friedeli
- Chorizagrotis inconcinna
- Chorizagrotis inexpectata Synonym till Euoxa lidia
- Chorizagrotis introferens
- Chorizagrotis kuijarensis
- Chorizagrotis lidia Synonym till Euoxa lidia
- Chorizagrotis mansour
- Chorizagrotis melania
- Chorizagrotis mercenaria
- Chorizagrotis montanus
- Chorizagrotis nomina
- Chorizagrotis norwegica
- Chorizagrotis nyctopis
- Chorizagrotis obscura
- Chorizagrotis pamiricolaSynonym till Euoxa lidia
- Chorizagrotis perfida
- Chorizagrotis polygonides
- Chorizagrotis pseudadumbrata
- Chorizagrotis pseudovitta
- Chorizagrotis scortea
- Chorizagrotis sordida
- Chorizagrotis sorella
- Chorizagrotis sorror
- Chorizagrotis tegularis
- Chorizagrotis terrealis
- Chorizagrotis thanatologia
- Chorizagrotis variegata